# 松尾谷古墳
松尾谷古墳（日语：／ Matsuodanikofun）是位於日本福井縣三方上中郡若狹町南前川字松尾谷的一座前方後方墳。

## 概要
古墳位於福井縣西南，若狹地方東北，標高80米的丘陵尾根上。1984年，設置淨水場時，對古墳進行了考古調查。
古墳是前方後方墳，前方部分朝北。主體部分有三副直葬木棺，後方部分的1副是橫向，前方部分的兩副則是縱向。後方部分的木棺出土了武器、管玉、斧和土師器等等。
古墳推測建於古墳時代前期（約4世紀前半）。與上之塚古墳等若狭地方的廣域首長墓（上中古墳群）相比，此古墳的建造時期更早，而且由於是與大和王權關係性較低的前方後方墳，因此古墳的入葬者可能是僅限於統治三方地域的首長。另外，古墳興建之前該處為高地性集落。

## 規模
古墳規模如下。
- 墳丘長：約40米（或35米[2]）
- 後方部分：邊長18米
- 前方部分：寬17米

## 出土文物
出土文物如下。
- 後方部分木棺出土
  - 鐵劍 1
  - 槍 1
  - 鐵鏃（日语：鉄鏃） 1
  - 碧玉管玉（日语：管玉） 3
  - 鉇 1
- 前方部分墳丘出土
  - 斧 1
- 周溝出土
  - 土師器基台 1
  - 土師器壺 1